# Argyre
Argyre  è una caratteristica di albedo della superficie di Marte.